# Karl Bollmeyer
 Karl Bollmeyer  (* 25. Juni 1887 in Nienburg/Weser; † 1. Juli 1982 in Bremen) war ein deutscher Kaufmann und Präses der Handelskammer Bremen.

## Biografie
Bollmeyer absolvierte nach seiner Schulzeit eine kaufmännische Lehre in Magdeburg. Er war danach in Wien und Budapest angestellt. Von 1912 bis 1914 arbeitete er als Angestellter in Amerika, unter anderem bei der Bremer Handelsfirma Adolf Held. Bei Ausbruch des Ersten Weltkrieges kehrte er nach Bremen zurück und wurde Teilhaber der Firma Held. 1923 schloss er sich der völkischen Bewegung an und stand der völkischen Ludendorffbewegung nahe. 1927 wurde er Seniorchef der Handels- und Kolonialgesellschaft Held (Hako). Trotz der Rückschläge durch die Wirtschaftskrise von 1928/30 konnte sich das Unternehmen, auch wegen der bedeutenden Besitzungen von Ländereien in Kolumbien, behaupten.
Bollmeyer war auch an der Antioquia-Bank beteiligt.
Zum 1. Januar 1932 trat Bollmeyer der NSDAP bei (Mitgliedsnummer 885.503). Er war ein wichtiger Repräsentant der Nationalsozialisten. Von 1933 bis 1943 war er Präsident der Handelskammer Bremen, die 1934 Industrie- und Handelskammer (Wirtschaftskammer) umbenannt wurde. 1939 erfolgte seine zusätzliche Ernennung zum Bremischen Staatsrat. Nach den Auflösungen von Handels- und Handwerkskammern wurde ihm von 1943 bis 1945 die Aufgabe des Präsidenten der neu gegründeten Gauwirtschaftskammer für den Reichsgau Weser-Ems mit Sitz in Bremen übertragen. Er war in dieser Zeit unter anderem auch stellvertretender Aufsichtsratsvorsitzender des Norddeutschen Lloyds. 
Im Jahr 1935 wurde er auch Mitglied in der Stiftung Haus Seefahrt, in der sich das führende bremer Wirtschaftsbürgertum organisiert und deren Schaffermahlzeiten  zur Aufnahme wichtiger wirtschaftspolitischer Kontakte im Deutschen Reich von 1936 bis 1939 wieder stattfanden. In seiner Rede als Schaffer der Schaffermahlzeit 1937 betonte er, dass es „von niemand mehr als von uns an der Wasserkante dankbaren und freudigen Herzens empfunden“ werde, „wenn in den letzten vier Jahren der Führer mit seinen Getreuen gerade zu ein gigantisches Werk vollbracht hat, Deutschland vom Bolschewismus und von den Ketten des Versailler Vertrages befreit, ihm seine Wehrhoheit wiedergegeben und seinen sozialen Frieden geschenkt hat“.
Angesichts der bevorstehenden Niederlage im Zweiten Weltkrieg war er im April 1945 für eine kampflose Übergabe der Stadt Bremen, um die Reste der erhaltenen bremischen Betriebe nicht weiter zu gefährden. Ein Versuch, den Kampfkommandant von Bremen Generalleutnant Fritz Becker durch ein Attentat auszuschalten, misslang. Bollmeyer musste für einige Tage untertauchen.
Nach Kriegsende erhielt er im Mai 1945 den Auftrag zur Reorganisation der Handelskammer Bremen. Im Juli 1945 erfolgte dann aber seine Verhaftung. Im Entnazifizierungsverfahren wurde er als Minderbelasteter, später als Mitläufer eingestuft. Bis in die 1960er Jahre war er jedoch für die Firma Held tätig. Anschließend vertrat er eine kolumbianische Kaffeefirma. Im Plenum der Handelskammer Bremen verblieb er bis 1961/62. Er wurde noch stellvertretender Vorsitzender der Ibero-Amerika-Bank in Bremen und Mitglied in den Aufsichtsräten der Bremer Lagerhausgesellschaft, der Deutschen Dampfschiffahrtsgesellschaft „Hansa“ und des Germanischen Lloyds.

### Ehrungen
Im Jahr 1957 ehrte die Handelskammer Bremen ihren langjährigen Präses Bollmeyer zu dessen siebzigsten Geburtstag, ohne dabei Distanz zu seiner NS-Vergangenheit und der Rolle der Kammer im Nationalsozialismus erkennen zu lassen:
„Dieser Ehrentag gab der Handelskammer erneut Anlaß, dem Jubilar den Dank der Kaufmannschaft auszusprechen, insbesondere dafür, daß er nach einer langen Präseszeit die Spanne der Unterbrechung nicht zum Vorwand nahm, sich von jeder Mitarbeit in der Handelskammer zurückzuziehen, sondern daß er nach den freien Wahlen zur Kammer wieder dem Rufe folgte und sich ins Plenum wählen ließ. Seitdem hat Herr Bollmeyer immer wieder für alle wichtigen Entscheidungen seine Erfahrungen zur Verfügung gestellt und wesentlich dazu beigetragen, daß auch die jüngeren Herren die bewährte Tradition des Schütting übernehmen konnten.“